# Więzienie Mamertyńskie

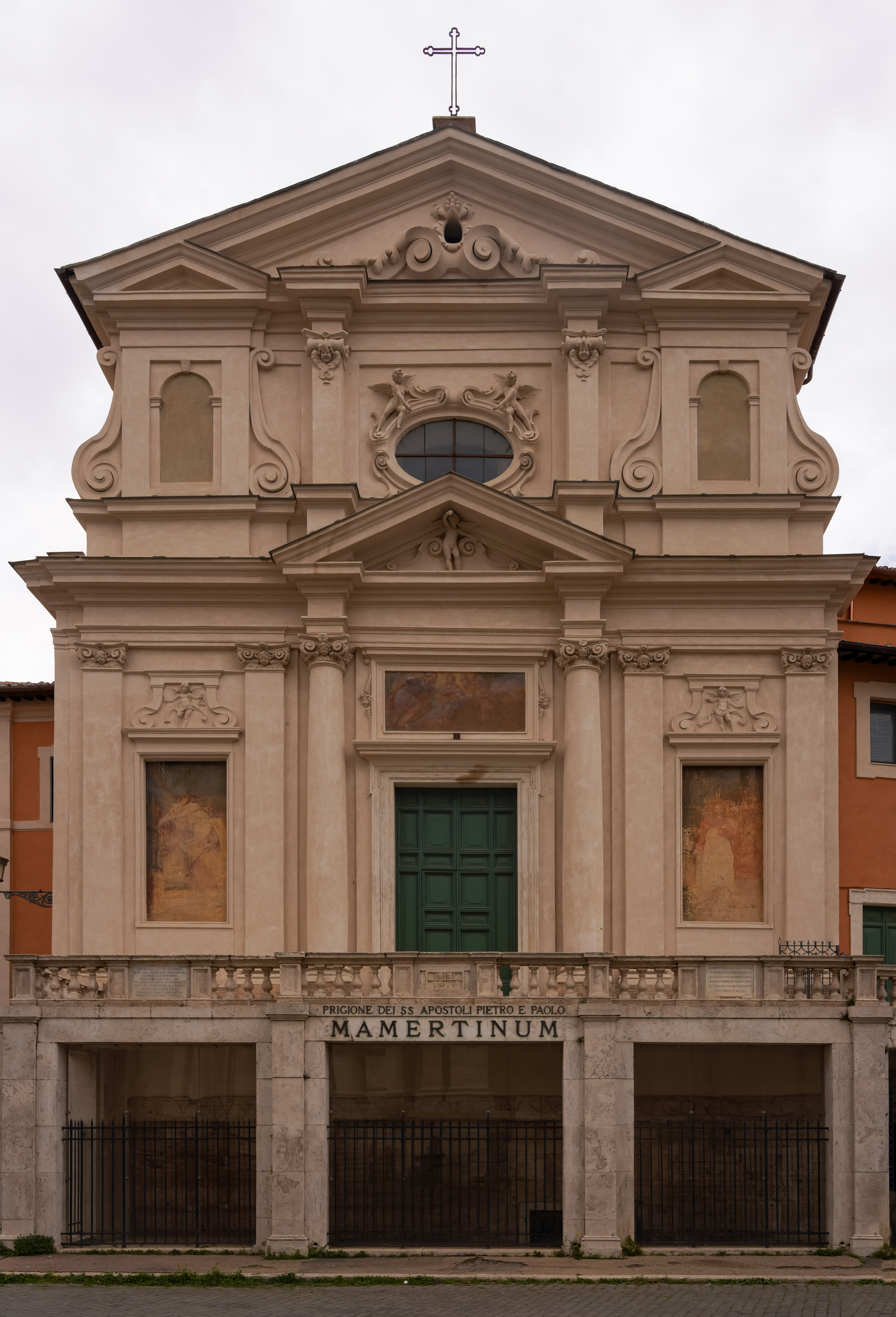
Rzym, chiesa di S. Giuseppe dei Falegnami e Mamertinum

Więzienie Mamertyńskie (Tullianum) – najstarsze więzienie starożytnego Rzymu, znajdujące się pod kościołem św. Józefa cieśli (wł.  San Giuseppe dei Falegnami). 
Było to miejsce kaźni i śmierci wielu historycznych postaci, między innymi Wercyngetoryksa i Jugurty. 
Według tradycji Kościoła katolickiego więziono w nim świętych: Piotra i Pawła.